# Dariusz Wądołowski
Dariusz Józef Wądołowski (ur. 26 marca 1966 roku w Lnianie) – polski samorządowiec, przedsiębiorca, żołnierz zawodowy.  
W latach 2010–2014 radny powiatu świeckiego, od 2014 wójt Gminy Pruszcz. Od 01 stycznia 2022 r. burmistrz Miasta i Gminy Pruszcz. 

## Życiorys

### Wykształcenie
W 1986 roku zdał maturę w Technikum Leśnym im. Adama Loreta w Tucholi. Absolwent Wyższej Szkoły Oficerskiej im. gen. Józefa Bema w Toruniu, na kierunku Strzelanie i Kierowanie Ogniem Artylerii Naziemnej  (pion dowódczy). W 1996 roku ukończył Wyższą Szkołę Pedagogiczną w Bydgoszczy obecny Uniwersytet Kazimierza Wielkiego. W latach 2004–2005 był słuchaczem na Międzynarodowych Studiach Podyplomowych z Zarządzania UMK Toruń i Politechniki w Brnie. Ukończył liczne kursy i szkolenia z zarządzania kapitałem osobowym i majątkiem, rozwoju biznesu oraz z zakresu informacji finansowej oraz ochrony informacji niejawnych. Poza zdobytym doświadczeniem w konsultingu dla sektora finansowego i ubezpieczeniowego, ukończył też szkolenia z zakresu coachingu. Jest laureatem wielu konkursów resortowych i branżowych.

### Działalność zawodowa i polityczna
Do 2006 roku Oficer Wojska Polskiego. 
W latach 2006–2014 Prezes Zarządu Spółki Ubezpieczeniowej, którą założył.
W latach 2010–2014 radny powiatu świeckiego.
W wyborach samorządowych w 2014 kandydował na urząd wójta Gminy Pruszcz wygrywając II turę (53,01% głosów). 
W 2018 roku uzyskał reelekcję zdobywając 56,68% głosów.
W 2019 roku bez powodzenia kandydował na posła do sejmu w wyborach parlamentarnych jako bezpartyjny kandydat w okręgu nr 4 Bydgoszcz z listy Koalicji Obywatelskiej zdobywając 650 głosów z procentowym wynikiem 0,14 %.
Pomysłodawca i współtwórca wniosku o nadanie praw miejskich dla miejscowości Pruszcz.
Od 01.01.2022 r. pierwszy burmistrz Miasta i Gminy Pruszcz.  
Jest członkiem partii politycznej Platforma Obywatelska, w wyborach samorządowych w 2024 roku uzyskał reelekcję na urząd burmistrza Miasta i Gminy Pruszcz w I turze z wynikiem 53,82% kandydując z lokalnego komitetu wyborczego.
Działa w organizacjach mających wpływ na rozwój gospodarczo-społeczny regionu.  
Wiceprezes Zarządu Stowarzyszenia Metropolia Bydgoszcz. 
Prezes Zarządu Związku Gmin - Międzygminny Ośrodek Opiekuńczy w Pruszczu.
Członek Stowarzyszenia Gmin Przyjaznych Energii Odnawialnej oraz Ruchu Samorządowego TAK! Dla Polski, region kujawsko-pomorski.

## Odznaczenia
Brązowy Medal za Długoletnią Służbę

## Życie prywatne
Jest żonaty, ma troje dzieci.